# ZoneAlarm
ZoneAlarm este un program paravan de protecție (firewall) produs de Zone Labs. Programul are abilitatea de a filtra atât intrările de date cât și ieșirile, dar oferă și protecție în cazul intruziunilor unor terți asupra computerului protejat.

## Vezi și
- Listă de companii dezvoltatoare de produse software antivirus comerciale